# ماركوس إيبرل
ماركوس إيبرل (بالألمانية: Markus Eberle)‏ هو متزحلق جبال الألب ألماني، ولد في 2 فبراير 1969 في  ميتيلبيرغ في النمسا.

## وصلات خارجية
- ماركوس إيبرل على موقع الاتحاد الدولي للتزلج (التزلج على المنحدرات الثلجية) (الإنجليزية)
- ماركوس إيبرل على موقع أوليمبيديا (الإنجليزية)